# Echium creticum
Echium creticum is een tweejarige plant uit de ruwbladigenfamilie (Boraginaceae). De plant is genoemd naar het eiland Kreta. De soort komt voor in het westelijke deel van het Middellandse Zeegebied.
De plant valt op door zijn grote bloemen die, in tegenstelling tot die van het slangenkruid (Echium vulgare), eerder rood dan blauw zijn.

## Naamgeving enetymologie
De naam Echium is afgeleid van het Oudgriekse woord ἔχις (echis) = adder of gifslang. Zie daarvoor het artikel over Echium. De soortaanduiding creticum komt van het Latijn en betekent 'van Kreta'.

## Kenmerken

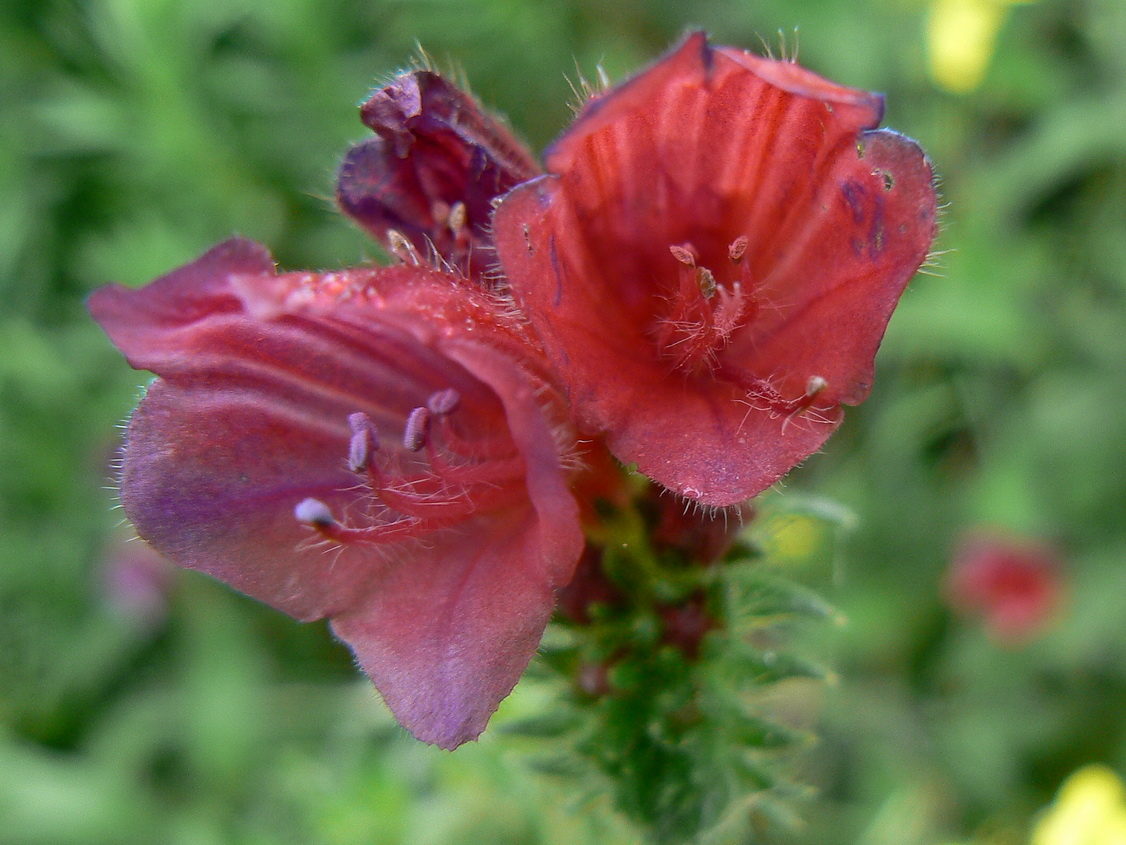
detail bloem

Echium creticum is een tweejarige plant met een onvertakte of vertakte stengel, tot 90 cm hoog, bezet met zowel korte, aanliggende haren als lange, aan de basis verdikte, afstaande haren. De plant heeft aan de basis een bladrozet met tot 18 cm lange lancetvormige bladeren, en hogerop stengelbladeren die naar boven toe geleidelijk smaller worden. De bladeren zijn schaars tot dicht bezet met afstaande haren.
De bloeiwijze is een ijle, kegelvormige tros met enkele grote, trechtervormige bloemen. De kelklobben zijn lijn- tot lijnlancetvormig, tijdens de bloei tot 9 mm lang, en groeien uit tot 12 mm wanneer de vrucht zich vormt. De kroon is tot 3 cm lang, trechtervormig, zygomorf of bilateraal symmetrisch, aanvankelijk karmozijnrood of rood-purper, later blauwpaars tot blauw, aan de buitenzijde dicht en kort behaard, met langere haren op de nerven. Er zijn vijf meeldraden waarvan één of twee langer dan de bloemkroon, met onbehaarde of schaars behaarde helmdraden.
De plant bloeit van februari tot juli.

## Habitaten verspreiding
Echium creticum groeit op zonnige of licht beschaduwde plaatsen op ruderale terreinen, wegbermen, in garrigue, op graslanden en op rotsige hellingen tot op een hoogte van 1000 m.
De plant komt algemeen voor in het westelijke Middellandse Zeegebied, van Portugal, Spanje, Zuid-Frankrijk tot in Corsica, Sardinië, Tunesië, Algerije en Marokko. Hij ontbreekt op de Balearen.
... · 
E. aculeatum · 
E. brevirame · 
E. candicans · 
E. creticum · 
E. gentianoides · 
E. hypertropicum · 
E. nervosum · 
E. pininana · 
E. plantagineum · 
E. sabulicola · 
E. simplex · 
E. virescens · 
E. vulgare (Slangenkruid) · 
E. webbii · 
E. wildpretii · 
E. wildpretii subsp. trichosiphon · 
E. wildpretii subsp. wildpretii · 
...